# Bezirk Myślenice

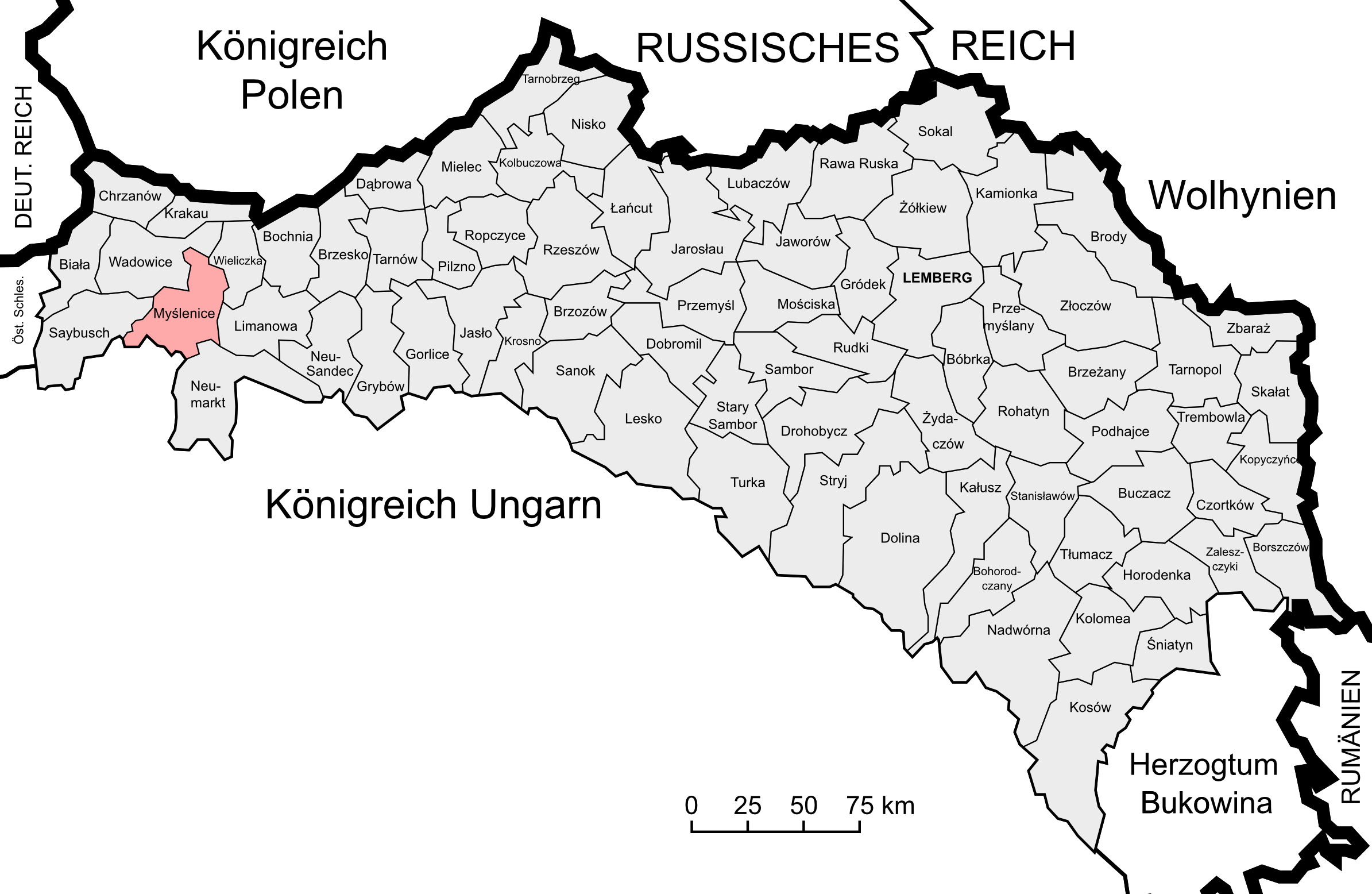
Lage des Bezirks Myślenice im Kronland Galizien und Lodomerien

Der Bezirk Myślenice (auch: Bezirk Miślenice) war ein politischer Bezirk im Kronland Galizien und Lodomerien. Sein Gebiet umfasste Teile Westgaliziens in der heutigen Woiwodschaft Kleinpolen, Sitz der Bezirkshauptmannschaft war die Stadt Myślenice.
Nach dem Ersten Weltkrieg musste Österreich den gesamten Bezirk an Polen abtreten. Er grenzte im Norden an den Bezirk Podgórze, im Nordosten an den Bezirk Wieliczka, im Osten an den Bezirk Limanowa, im Südosten an den Bezirk Nowy Targ, im Südwesten an das Königreich Ungarn, im Westen an den Bezirk Żywiec sowie im Westen an den Bezirk Wadowice.

## Geschichte
Nachdem im Juni 1849 die allgemeinen Grundzüge der Gerichts- und Verwaltungsreform durch Kaiser Franz Joseph I. genehmigt worden waren, legten die Ministerien des Inneren, der Finanz und der Justiz 1854 die neue Verwaltungs- und Justizeinteilung fest. Auf oberster Ebene wurden die beiden Verwaltungsgebiete Krakau (Westgalizien) und Lemberg (Ostgalizien) geschaffen, darunter folgten die Kreise und Amtsbezirke. Bei den Bezirksämtern handelte es sich vorerst um gemischte Behörden, denen Aufgaben der Politik, Verwaltung und Justiz zukamen, weshalb der Bezirk Myślenice anfangs deckungsgleich mit dem Gerichtsbezirk Myślenice war.
Die Errichtung dieser gemischten Bezirksämter wurde schließlich per 29. September 1855 amtswirksam,
wobei der Bezirk Myślenice gemeinsam mit den Bezirken Andrychów, Biała, Jordanów, Kalwarya, Kenty, Maków, Milówka, Oświęcim, Seypusch, Skawina, Ślemień und Wadowice den Kreis Wadowice bildete.
Nachdem die Kreisämter Ende Oktober 1865 abgeschafft wurden und deren Kompetenzen auf die Bezirksämter übergingen,
schuf man nach dem Österreichisch-Ungarischen Ausgleich 1867 auch die Einteilung des Landes in zwei Verwaltungsgebiete ab. Zudem kam es im Zuge der Trennung der politischen von der judikativen Verwaltung
zur Schaffung von getrennten Verwaltungs- und Justizbehörden. Während die gerichtliche Einteilung weitgehend unberührt blieb, fasste man Gemeinden mehrerer Gerichtsbezirke zu Verwaltungsbezirken zusammen.
Der neue politische Bezirk Myślenice wurde aus folgenden Bezirken gebildet:
- Bezirk Myślenice
- Bezirk Jaworów
- Teilen des Bezirks Maków (Gemeinden Biała, Bieńkówka, Grzechinia, Jachówka, Juszczyn, Kojszówka, Maków, Osielec, Skawica, Wieprzec, Żarnówka und Zawoja)
- Teilen des Bezirks Dobczyce (Gemeinden Droginia mit Banowice, Łęki, Osieczany, Poremba, Trzemesna)
- Teilen des Bezirks Skawina (Gemeinden Radziszów, Jurczyce, Wola Radziszowska)
- Teilen des Bezirks Kalwaryja (Gemeinden Sułkowice, Biertowice)

Im Gegensatz zu anderen Kronländern, waren durch diese Bestimmungen Gerichtsbezirke auf mehrere politische Bezirke verteilt worden. Um diese Situation zu bereinigen, kam es 1878 zu einer umfassenden Gebietsreform der Gerichtsbezirke. Im Zuge der Reform traten die Gerichtsbezirk Kalwaryja und Skawina die dem Bezirk Myślenice zugeteilten Gemeinden an den Gerichtsbezirk Myślenice ab, die im Bezirk Myślenice liegenden Gemeinden des Gerichtsbezirks Dobczyce kamen ebenso wie die Gemeinde Zassan ebenfalls an den Gerichtsbezirk Myślenice. Die im Bezirk Wadowice liegenden Gemeinden des Gerichtsbezirks Maków wurden an den Gerichtsbezirk Wadowice abgetreten. Daneben wurden Gemeinden auch innerhalb des Bezirks Myślenice zwischen den Gerichtsbezirken getauscht. Durch die am 1. August 1878 wirksam gewordene Gebietsreform bestand der Bezirk Myślenice ab diesem Zeitpunkten aus den Gerichtsbezirken Jaworów, Maków und Myślenice.
Der Bezirk Myślenice bestand bei der Volkszählung 1910 aus 66 Gemeinden sowie 55 Gutsgebieten
und umfasste eine Fläche von 1046 km². Hatte die Bevölkerung 1900 noch 88.714 Menschen umfasst, so lebten 1910 hier 93.241 Menschen.
Auf dem Gebiet lebten dabei fast ausschließlich Menschen mit polnischer Umgangssprache (99 %) und römisch-katholischem Glauben, Juden machten rund 2 % der Bevölkerung aus.

## Ortschaften
Auf dem Gebiet des Bezirks bestanden 1910 Bezirksgerichte in Jordanów, Maków und Myślenice, diesen waren folgende Orte zugeordnet:
Gerichtsbezirk Jordanów
- Bogdanówka
- Bystra
- Stadt Jordanów
- Krzeczów
- Łętownia
- Malejowa
- Naprawa
- Osielec
- Raba Wyżna
- Rabka
- Sidzina
- Skawa
- Skomielna Biała
- Skomielna Czarna
- Słonne
- Spytkowice
- Tokarnia
- Toporzysko
- Więciórka
- Wieprzec
- Wysoka
- Zaryte

Gerichtsbezirk Maków
- Biała
- Bieńkówka
- Budzów
- Grzechynia
- Jachówka
- Juszczyn
- Kojszówka
- Markt Maków
- Skawica
- Żarnówka
- Zawoja

Gerichtsbezirk Myślenice
- Bęczarka
- Biertowice
- Borzęta
- Brzączowice
- Bysina
- Chełm
- Dolna Wieś
- Droginia
- Głogoczów
- Górna Wieś
- Jasienica
- Jawornik
- Krzeczów
- Krzyszkowice
- Krzywaczka
- Łęki i Bulina
- Lubień
- Stadt Myślenice
- Osieczany
- Pcim
- Polanka
- Poręba
- Rudnik
- Stróża
- Sułkowice
- Tenczyn
- Trzebunia
- Trzemeśnia
- Wieciórka
- Wola Radziszowska
- Zasań
- Zawada Szembek
- Zawadka